# Marina del Texas
La Marina del Texas (Texas Navy) fu creata nel XIX secolo per proteggere e difendere le coste della Repubblica del Texas ed offrire protezione ai trasporti e al commercio, dei quali il Texas in espansione, aveva disperato bisogno. Ad oggi, garantisce la sicurezza del Texas e degli Stati Uniti tramite pattugliamenti lungo le coste marittime, e pattugliamenti fluviali nel Rio Grande al confine con il Messico.

## Marina rivoluzionaria del Texas

La prima bandiera della Repubblica del Texas adottata in via esecutiva dal 9 aprile 1836

Durante la rivoluzione del Texas, sotto il comando del Commodoro Charles Edward Hawkins, la Marina del Texas ha contribuito ad ottenere l'indipendenza, evitando il blocco messicano delle coste, sequestrando decine di pescherecci messicani e l'invio dei loro carichi ai volontari dell'esercito rivoluzionario del Texas. A novembre 1835 il governo provvisorio a San Felipe de Austin emise un'ordinanza per costituire una marina ufficiale. Nel gennaio 1836, furono acquistate quattro golette: Invincible, Brutus, Independence e Liberty. Secondo Teddy Roosevelt, la Marina del Texas è riuscita ad impedire la fornitura di rinforzi e provvigioni alla base navale di Matamoros e di raggiungere le forze del generale Santa Anna che stava occupando il Texas. Ciò ha costretto Santa Anna a disperdere il suo grande esercito, alla ricerca di cibo e rifornimenti. A sua volta, la conseguenza è stata la sua sconfitta alla battaglia di San Jacinto da parte del generale Sam Houston, mentre si trovava in inferiorità numerica.
All'ottobre 1837, tutte le navi erano state perse in mare, affondate dalla Marina Messicana, arenate, catturate, o vendute.

## Marina della Repubblica del Texas

La bandiera nazionale del Texas venne usata come bandiera ufficiale della Marina del Texas dal 25 gennaio 1839 fino a che la repubblica del Texas entrò a far parte degli Stati Uniti il 19 febbraio 1846 e la Marina del Texas fu formalmente abolita

Nel 1839, in risposta al continuo rifiuto del Messico a riconoscere l'indipendenza della Repubblica del Texas, il Congresso del Texas ha acquistato sei nuove navi mettendole sotto il comando del Commodoro Edwin Moore, un tenente della Marina degli Stati Uniti. Le sei navi erano conosciute come la Seconda Marina del Texas. Per tre anni la Marina del Texas ha fatto incursioni sulla costa messicana, e ha mantenuto la flotta nemica incentrata sulla difesa del proprio litorale. Durante la battaglia navale di Campeche, il 16 maggio 1844 la corvetta Austin e il brigantino Wharton, sostenute dalle navi dei dello Stato messicano ribelle dello Yucatán (poi della Repubblica dello Yucatán), si scontrarono con la Marina Messicana, tra le quali navi, erano presenti i piroscafi Montezuma e Guadalupe. Si pensa che questa battaglia sia unica, in quanto è l'unica occasione in cui navi da guerra a vela hanno combattuto contro dei moderni piroscafi riportando un pareggio. La battaglia che infuriò per diversi giorni, è stata un pareggio tattico, ma una vittoria strategica per la Marina del Texas, che ha costretto i messicani ad annullare il loro blocco di Campeche ed ha assicurato nel frattempo la sicurezza ai ribelli dello Yucatán. Altre navi che fecero parte della Marina del Texas furono i brigantini Potomac e Archer, le golette San Jacinto, San Antonio e San Bernard, e il Zavala, la prima nave da guerra a vapore in Nord America.
Quando il Texas venne annesso agli Stati Uniti nel 1846, la Marina del Texas è stata fusa nella Marina degli Stati Uniti d'America.

## Marina del Texas attuale

La bandiera cerimoniale della Texas Navy
Association

In epoca moderna, il governatore James V. Allred nel 1936 nominò il primo Ammiraglio della Marina del Texas (Admiral in the Texas Navy). 
Nel 1958 il governatore Price Daniel ha ricostituito ufficialmente la Marina del Texas, scegliendo come sede Houston. La flotta è composta da molti tipi di imbarcazione, tra le quali anche la corazzata USS Texas che seppur in disuso, funge da ammiraglia. Il Governatore avrebbe dovuto passare in rivista ogni anno la flotta presso il San Jacinto Monument.
Gli ufficiali sono selezionati per i loro meriti nei confronti dello Stato del Texas e nominati dal Governatore Ammiragli della Marina del Texas. I non nativi del Texas sono nominati Ammiragli Onorari della Marina del Texas. Essi sono tenuti a preservare la storia, i confini, le risorse acquifere e la difesa dello Stato del Texas. Negli Stati Uniti è un titolo molto prestigioso ed è tenuto in grande considerazione dall'élite sociale americana.